# آرثر إس. تومبكينز
آرثر إس. تومبكينز (بالإنجليزية: Arthur S. Tompkins)‏ هو قاضي ومحامي وسياسي أمريكي، ولد في 26 أغسطس 1865، وتوفي في 20 يناير 1938 في ناياك في الولايات المتحدة. حزبياً، نشط في الحزب الجمهوري. وقد انتخب عضو جمعية ولاية نيويورك وانتخب عضو مجلس النواب الأمريكي.